# Базинский сельсовет
Базинский сельсовет — сельское поселение в Аскизском районе Хакасии.
Административный центр — село Нижняя База.

## Население
| 2002 | 2010 | 2012 | 2013 | 2014 | 2015 | 2016 |
| ---- | ---- | ---- | ---- | ---- | ---- | ---- |
| 916  | ↘849 | ↘818 | ↘794 | ↘749 | ↘715 | ↘681 |
| 2017 | 2018 | 2019 | 2020 | 2021 |      |      |
| ↘670 | ↘645 | ↘625 | ↘624 | ↗913 |      |      |

## Состав сельского поселения
В состав сельского поселения входят 4 населённых пункта:
| № | Населённый пункт | Тип населённого пункта       | Население |
| - | ---------------- | ---------------------------- | --------- |
| 1 | Бейка            | деревня                      | ↘109      |
| 2 | Верхняя База     | деревня                      | ↘318      |
| 3 | Нижняя База      | село, административный центр | ↘300      |
| 4 | Усть-База        | деревня                      | ↘122      |

## Образование
В поселении имеется средняя школа.